# Звичайні люди та незалежні особистості
Звичайні люди і незалежні особистості (словац. Obyčajní Ľudia a nezávislé osobnosti, OĽaNO), повна назва OĽANO і друзі: Звичайні люди, Незалежні кандидати, НОВА, Свободні і відповідальні, Пачівале Рома, Угорські серця (словац. OĽANO A PRIATELIA: OBYČAJNÍ ĽUDIA, NEZÁVISLÍ KANDIDÁTI, NOVA, SLOBODNÍ A ZODPOVEDNÍ, PAČIVALE ROMA, MAGYAR SZÍVEK, OĽANO A PRIATELIA) – правоцентристська, консервативна політична партія в Словаччині. На виборах до парламенту 2010 року вона номінувала 4 депутатів за списками партії Свобода і солідарність, там усі вони здобули перемогу.
28 жовтня 2011 року «Звичайні люди» оголосили про офіційну реєстрацію та намір брати участь у виборах 2012. На виборах 2012 року партія посіла третє місце в загальному заліку, здобувши 8% голосів і 16 місць.
На європейських виборах 2014 року «Звичайні люди» вийшли на четверте місце на національному рівні, отримавши 7% голосів. У 2014—2019рр. Партія була членом групи європейських консерваторів та реформаторів Європейського парламенту, а 2019 року перейшла до групи Європейської народної партії.
29 лютого 2020 партія OĽaNO («Звичайні люди і незалежні особистості») на чолі з Ігорем Матовичем перемогла на виборах до Словацького парламенту. Вона здобула 25% голосів і 53 місця зі 150 в Національній раді. Після чого, політсила Ігора Матовича сформувала уряд і забезпечила собі посаду прем'єр-міністра.

## Політична позиція 2019 року
2019 року партія «Звичайні люди та незалежні особистості» запропонували посилити обмеження щодо абортів. Пропозиція включала плату за аборт для жінок старше 40 років. Пропозиція також містила письмові вказівки, які лікар повинен дати жінці перед процедурою. Посібник містив детальний опис медичної процедури та почуття, які жінки можуть відчувати після процедури.
2019 року під час виборчої кампанії лідер Ігор Матович пообіцяв, що «Звичайні люди» не прийдуть до уряду, який затвердить зареєстровані партнерські стосунки для одностатевих пар. OĽaNO також відкидає квоти на переселення мігрантів, запропоновані ЄС

## Виборча кампанія до виборів доНаціональної ради2020 року
22 жовтня 2019 року OĽaNO та Християнський Союз (словац. Kresťanská únia, KÚ) оголосили, що разом йтимуть на парламентські вибори. Однак не як коаліція, а як квазікоаліція, а де-юре — один кандидат OĽaNO, у якому KÚ отримає 15 кандидатських місць, включно з четвертим місцем для голови Анни Заборської. 23 листопада 2019 року OĽaNO перейменували на «Реєстр політичних партій та руху до простого народу та незалежних особистостей» (OĽANO), вказуючи, що крім 15 місць KÚ, членами парламенту будуть також «NOVA» та «Зміни знизу».
На початку грудня 2019 року рух представив свій список кандидатів. На першому місці була «звичайна жінка зі Сходу», педагог Марія Шафранко, на другому — аналітик безпеки Ярослав Надь, на третім — колишній поліцейський Лукаш Киселіца. Колишні депутати від OĽaNO посіли останні місця в бюлетені. Однак лідер кандидатів Шафранко через короткий час відмовилася від виборчої кампанії через хворобу, а передвиборну кампанію очолив голова Ігор Матович.
Партія представила власну виборчу програму лише 1 лютого 2020 року. Порівняно з програмою 2016 року вона була дуже короткою, містила лише 11 питань щодо референдуму, які, якщо люди вирішать проголосувати, стануть зобов'язанням, без якого OĽaNO не ввійде до жодного уряду. Проєкт питань розкритикували як популістський крок, нездійсненний у багатьох питаннях.

## Результати виборів

### Вибори до Національної ради
| Рік  | Голосів | %         | Місць    | +/– | Уряд     |
| ---- | ------- | --------- | -------- | --- | -------- |
| 2012 | 218,537 | 8.6 (#3)  | 16 / 120 | ▲16 | Опозиція |
| 2016 | 287,611 | 11.0 (#3) | 19 / 120 | ▲3  | Опозиція |
| 2020 | 721,166 | 25.0 (#1) | 53 / 120 | ▲34 | Коаліція |

### Вибори до Європарламенту
| Рік  | Голосів | %        | Місць  | +/– |
| ---- | ------- | -------- | ------ | --- |
| 2014 | 41,829  | 7.5 (#4) | 1 / 13 | ▲1  |
| 2019 | 51,834  | 5.3 (#6) | 1 / 14 | ▬0  |

### Президентські вибори
| Рік  | Кандидат                    | Перший тур | Перший тур | Другий тур | Другий тур | Результат |
| Рік  | Кандидат                    | Голосів    | %          | Голосів    | %          | Результат |
| ---- | --------------------------- | ---------- | ---------- | ---------- | ---------- | --------- |
| 2014 | Підтримали Гелену Мезенську | 45,180     | 2.4        |            |            | Програла  |
| 2019 | Підтримали Зузану Чапутову  | 870,415    | 40.5       | 1,056,582  | 58.4       | Перемогла |